# جون أ. كيني جونيور
جون أ. كيني جونيور (بالإنجليزية: John A. Kenney, Jr.)‏ هو طبيب أمريكي، ولد في 8 أكتوبر 1914 في توسكيجي في الولايات المتحدة، وتوفي في 29 نوفمبر 2003 في واشنطن العاصمة في الولايات المتحدة.